# Anna Zamecka

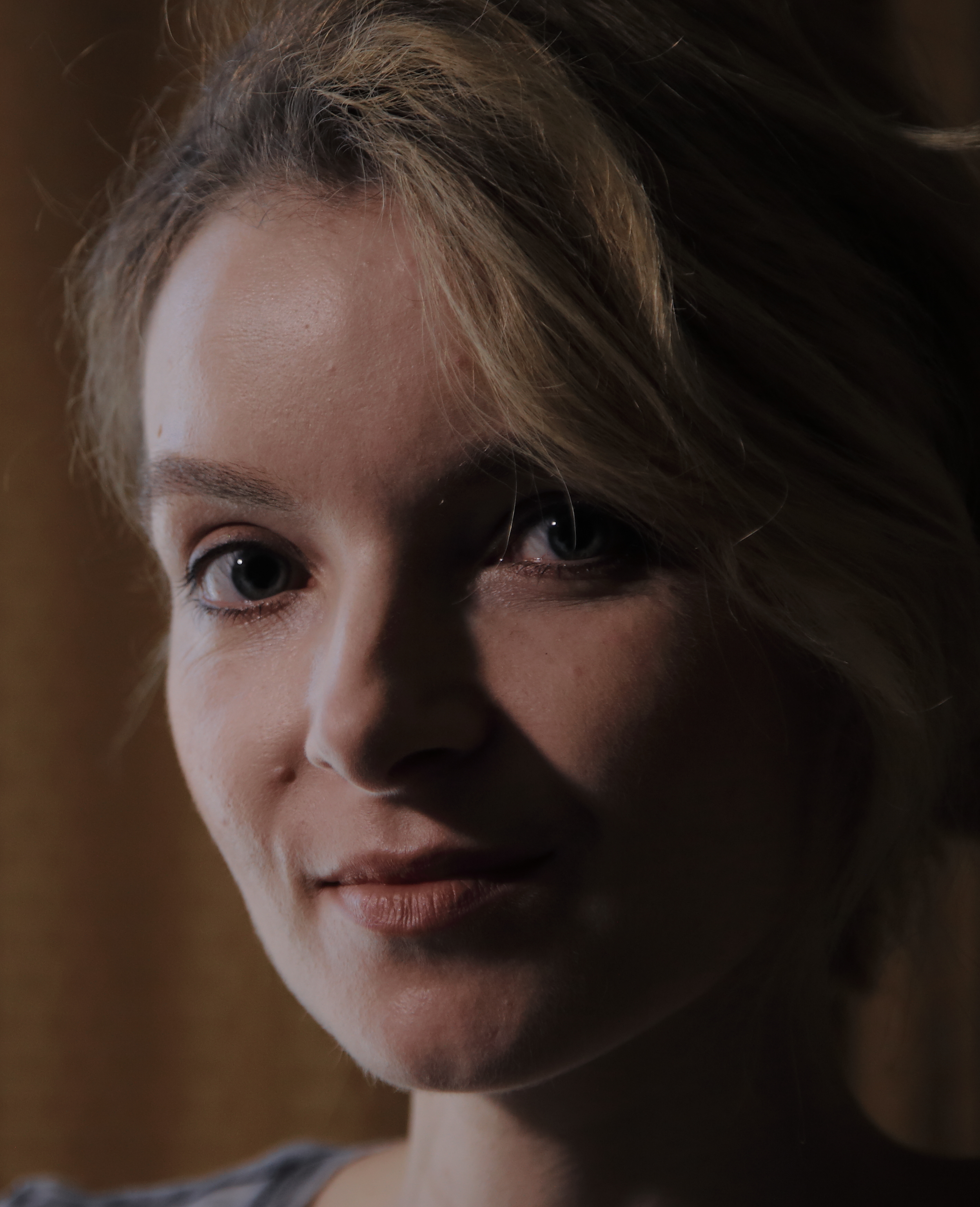
Anna Zamecka

Anna Zamecka (* 1982 in Warschau) ist eine polnische Filmemacherin.

## Leben
Zamecka studierte Journalismus, Anthropologie und Fotografie in Warschau und Kopenhagen und absolvierte an der privaten Universität Szkoła Wajdy (gegründet von Andrzej Wajda, Wojciech Marczewski und Barbara Pec-Ślesicka) das DOK PRO Programm. Ihr Dokumentarfilm Kommunion wurde international auf vielen Festivals ausgezeichnet und gewann 2017 unter anderem den Polnischen Filmpreis als Bester Dokumentarfilm und den Europäischen Filmpreis als Bester Dokumentarfilm.
Anna Zamecka ist Mitglied der Europäischen Filmakademie.

## Filmografie
- 2016: Kommunion (Komunia)